# JP Géné
Jean-Paul Généraux, dit JP Géné, né le 29 juin 1949 à Nancy et mort le 23 mars 2017 à Paris, est un chroniqueur gastronomique français.

## Biographie
Diplômé du Centre de formation des journalistes (promotion 1973), Jean-Paul Généraux inaugure sa carrière dans l'agence de presse Libération (APL), puis rejoint la première formule de Libération de 1974 à 1981. Il quitte ensuite le journal, et redevient chroniqueur de 1985 à 1996. 
De 2004 à 2017, il est chroniqueur au Monde et à M, le magazine du Monde où il tient la rubrique « Goûts ». Décrit dans son travail comme discret et buissonnier, il considère le chef Alain Chapel comme « le plus grand ».
En 2008, il reçoit le prix Hachette de la meilleure chronique, une première pour un chroniqueur gastronomique,. En 2010, il sort le livre Mes chemins de table aux éditions éditions Hoëbeke. 
Durant sa vie, Jean-Paul Généraux s'est forgé une réputation de « chroniqueur globe-trotter » et a milité contre la malbouffe. Sa consommation d'herbe et de haschich lui a valu un passage de six mois en prison qui l'a conduit à s'engager également pour la dépénalisation du cannabis, signant notamment l'appel du 18 joint.
Atteint d'une « maladie sans rémission », il meurt le 23 mars 2017 dans le 15e arrondissement de Paris à l'âge de 67 ans.

## Ouvrage
- Mes chemins de table, Paris, éditions Hoëbeke, 2010, 320 p. (ISBN 978-2-84230-393-8).